# R. c. Neil
R c. Neil  est un arrêt de principe  de la Cour suprême du Canada rendu en 2002 sur les conflits d'intérêts entre avocats.

## Les faits
David Lloyd Neil, un parajuriste de l'Alberta, a été accusé d'une série d'infractions criminelles en lien avec l'exercice illégal de la profession d'avocat. 
Dans son emploi précédent, il a retenu les services juridiques d'un avocat d'un cabinet d'avocats d'Edmonton. L'assistante de Neil, Helen Lambert, avait engagé Gregory Lazin du même cabinet pour la représenter dans le cadre des accusations. Lazin a assisté à un entretien avec l'avocat de Neil afin d'obtenir un avantage pour son client. 
Dans un deuxième incident, Lazin a été approché par un ancien client de Neil nommé Doblanko qui croyait que Neil avait fabriqué un document de divorce. Lazin l'a référé au même policier qui enquêtait sur les autres accusations de Neil.
La question en litige était de savoir si Lazin avait créé un conflit d'intérêts en aidant à prouver les infractions retenues contre Neil, alors qu'il était un ancien client.

## Jugement de la Cour suprême
Le juge Ian Binnie, écrivant au nom de la Cour, a rejeté l'appel. Il a conclu que le cabinet avait un devoir de loyauté envers Neil et n'aurait pas dû communiquer avec les autres parties.
La Cour a jugé que les cabinets et les avocats ont une obligation fiduciaire de loyauté envers leurs clients et qu'un avocat ou un cabinet ne peut donc pas représenter un client dont les intérêts peuvent être contraires aux intérêts d'un autre client à moins qu'il n'y ait un consentement et une croyance raisonnable que les intérêts ne lui seront pas défavorables. Cela a considérablement élargi les anciennes règles de conflit d'intérêts qui exigeaient une connaissance réelle des informations confidentielles avant qu'un avocat n'entre en conflit.
Binnie a profité de l'affaire pour étudier la signification du devoir de loyauté d'un avocat. Il prend une position ferme, faisant valoir que le devoir est essentiel à l'intégrité de la profession et à l'administration de la justice. La fidélité favorise une représentation légale efficace.